# 홍승길
홍승길은 고려대학교 의무부총장이었다. 여성 의학자 박경아의 남편이자, 한국 최초의 여성 해부학자 나복영의 사위이다. 대한의학회 명예의 전당에 헌정되었다.
1. ↑  https://www.kams.or.kr/business/fame/sub1.php?mode=view&sid=99&keyfield=all&sub_mode=public